# Flexible Display Interface
Das Flexible Display Interface (FDI) ist eine 2009 von Intel vorgestellte proprietäre Kommunikationsschnittstelle zwischen Prozessor und Chipsatz.
Die Entwicklung im Bereich der PC-Chipsätze geht weg von der traditionellen Aufgabenverteilung zwischen Prozessor und den beiden Teilchips North- und Southbridge. Die Funktionen dieser bedeutendsten Komponenten eines PCs werden zukünftig nur noch zwischen CPU und einem Chip des „Ein-Chip-Chipsatz“ aufgeteilt. Ein Teil dieser Änderungen betrifft integrierte Grafikeinheiten.
Bei der neuen Intel-Architektur „Westmere“ erhält die CPU die Grafikeinheit iGFX und der Intel-5-Chipsatz behält den Display-Ausgang. Die Kommunikation zwischen den Funktionseinheiten in der CPU und dem Chipsatz erfolgt hier per FDI.